# IrDA

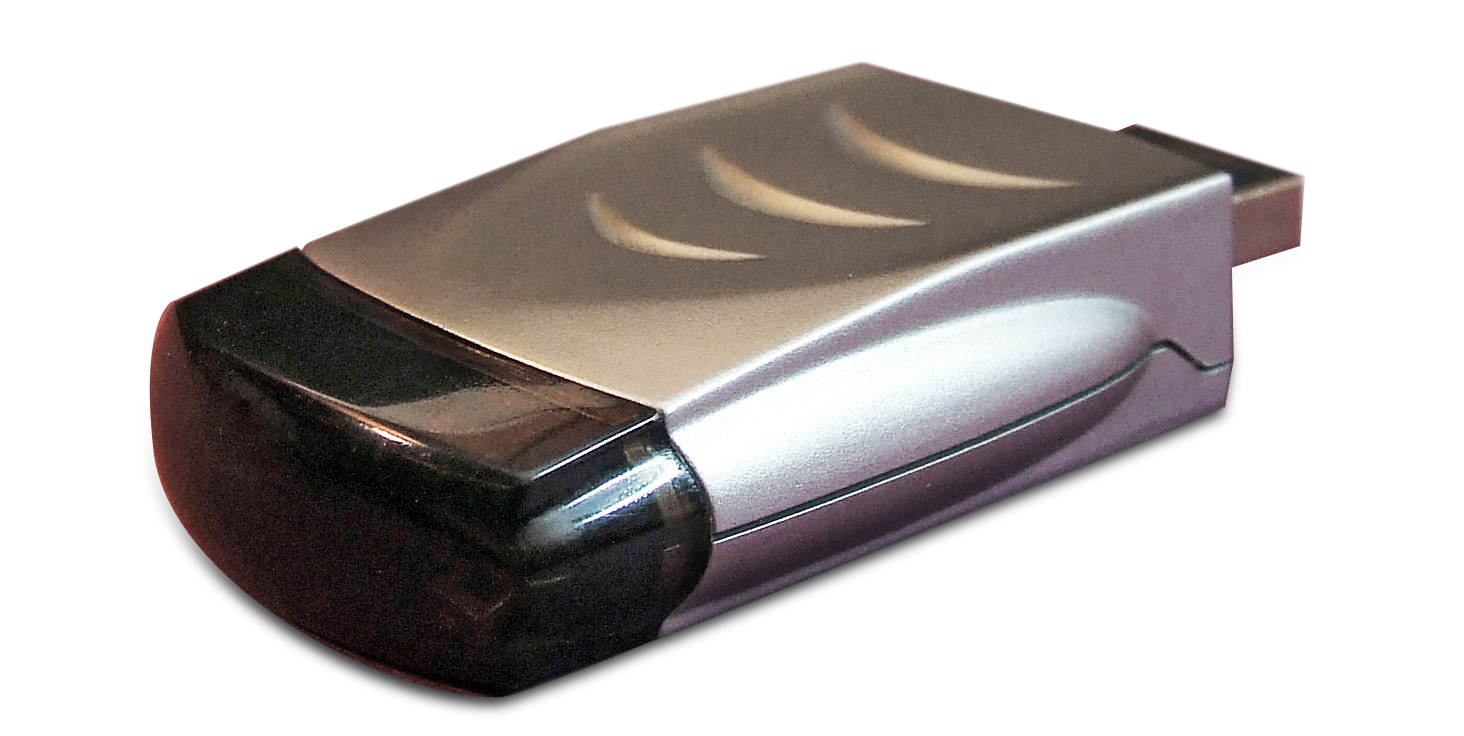
Interfaccia IrDA tramite USB

IrDA (acronimo in lingua inglese per Infrared Data Association) è una organizzazione non profit di produttori elettronici, costituita nel 1994, che definisce le specifiche fisiche dei protocolli di comunicazione che fanno uso della radiazione infrarossa per la trasmissione wireless, a breve distanza, dei dati.
Le specifiche IrDA sono costituite da una pila di protocolli: IrPHY, IrLAP, IrLMP, IrCOMM, Tiny TP, IrOBEX, IrLAN, IrSimple e IrFM. Ogni protocollo - necessario per il funzionamento o opzionale - definisce e gestisce uno o più aspetti dello standard di comunicazione. Le specifiche sono strutturate a livelli (layer) sovrapposti, ognuno occupato da un protocollo diverso, e ogni livello comunica solo con i due adiacenti.
IrDA permette la creazione di reti di tipo PAN ed è uno standard diffuso globalmente. Era largamente adottato su computer portatili, palmari, cellulari. Il bluetooth, che è uno standard di trasmissione radio, ha tuttavia soppiantato la trasmissione a infrarossi su alcuni dispositivi.

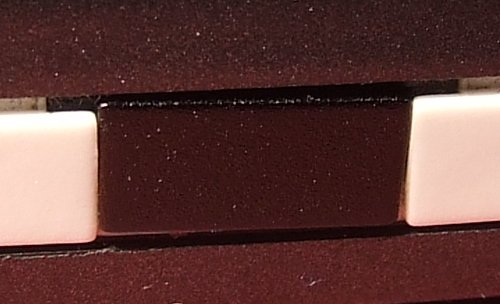
Interfaccia IrDA su un telefono cellulare Siemens CXT70.

I dispositivi a infrarossi, per funzionare correttamente, devono essere posizionati in condizioni di visibilità reciproca (la cosiddetta LoS, Line of Sight, linea di vista) ad una distanza di 1 o 2 metri. Questi limiti dipendono dal fatto che la radiazione infrarossa prodotta da questi dispositivi non è in grado di attraversare muri o altre barriere solide significative (anche il vetro di una finestra può pregiudicare la qualità della trasmissione). La velocità di trasmissione più comune è di circa 4 Mbit/s, ma alcuni dispositivi raggiungono i 16 Mbit/s.

## Protocolli

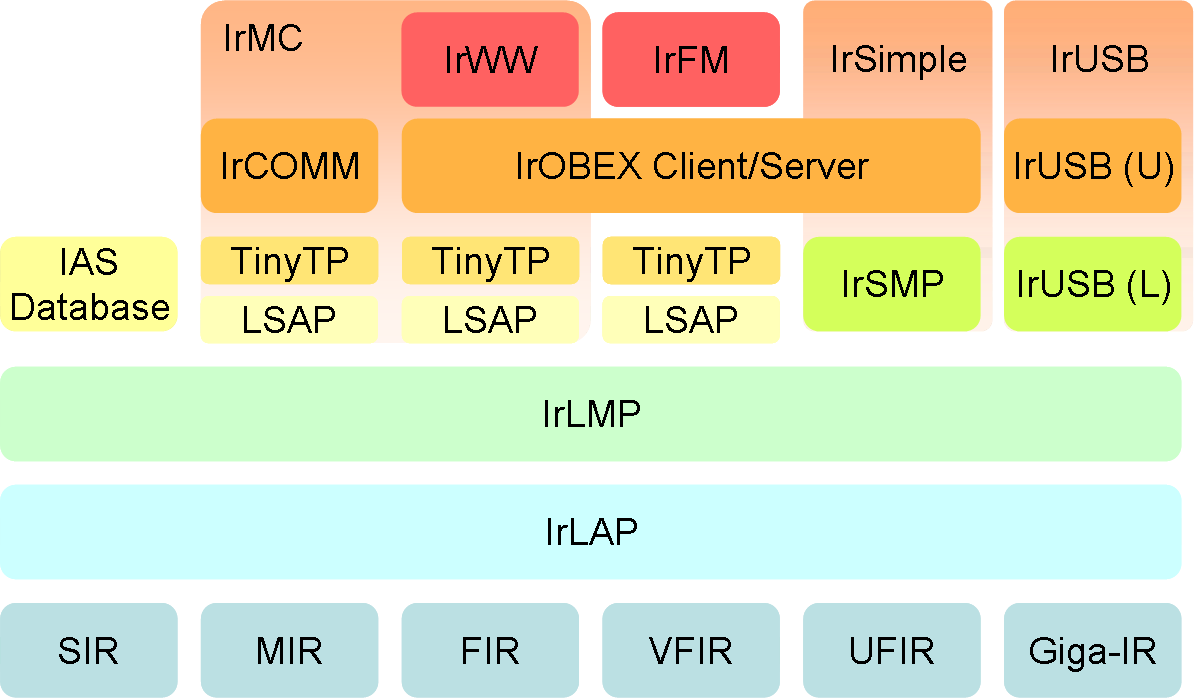
Struttura a layer dei protocolli IrDA

### IrPHY
Il protocollo IrPHY (Infrared Physical Layer Specification) è obbligatorio e costituisce il livello più basso delle specifiche IrDA.
Le sue caratteristiche salienti sono:
- Distanza di trasmissione: 1 m (standard), 0,3 m (in condizioni di basso consumo), 0,2 m (tra due dispositivi in condizioni di basso consumo)
- Angolo di trasmissione: cono minimo di +-15°
- Velocità: da 2.4 kbit/s a 16 Mbit/s
- Modulazione: banda di base, nessuna portante
- Finestra a infrarossi

Il dispositivo IrDA comunica con degli impulsi infrarossi trasmessi in un volume conico con un'apertura minima di 15°. Le specifiche sulla distanza di trasmissione sono generiche: l'irradiazione minima deve permettere la trasmissione ad almeno un metro di distanza e quella massima non deve essere tale da "accecare" il ricevitore se il dispositivo di trasmissione viene posto troppo vicino. Come conseguenza esistono in commercio dispositivi che faticano a raggiungere un metro di distanza e altri che coprono diversi metri, così come apparecchi che non tollerano una distanza troppo ravvicinata.
La distanza di trasmissione ideale è compresa tra 5 e 60 cm con il ricevente al centro del cono. La comunicazione avviene sempre in modalità half-duplex in quanto l'apparecchio ricevente è accecato, durante la trasmissione, dalla luce emessa dal proprio trasmettitore. I due apparecchi possono, tuttavia, simulare una comunicazione full-duplex alternando rapidamente la trasmissione dei dati.

#### Modalità di trasmissione
La modalità di trasmissione sono quattro: 
- SIR (Serial Infrared) ha una velocità di trasmissione equivalente a quella di una porta seriale: 9600 bit/s, 19.2 kbit/s, 38.4 kbit/s, 57.6 kbit/s e 115.2 kbit/s. Per garantire la massima compatibilità, il rilevamento dei dispositivi e la negoziazione del trasferimento dati avviene alla velocità minima possibile (9600 bit/s)
- MIR (Medium Infrared) non è un termine ufficiale, ma è utilizzato per velocità comprese tra 0.576 Mbit/s e 1.152 Mbit/s.
- FIR (Fast Infrared) è un termine obsoleto delle specifiche IrDA, ma è utilizzato comunemente per indicare una velocità di trasmissione di 4 Mbit/s.
- VFIR (Very Fast Infrared) è la modalità attualmente più veloce (anche se meno diffusa) e supporta un transfer-rate di 16 Mbit/s. I dispositivi VFIR disponibili come il TFDU8108 della statunitense Vishay possono utilizzare anche le modalità di trasmissione precedenti.

I vari termini si sono diffusi, a dispetto della non ufficialità, in quanto le modalità di codifica sono differenti tra loro.
La modalità UFIR (Ultra Fast Infrared) è ancora in fase di definizione e supporterà velocità fino a 100 Mbit/s.

### IrLAP
Il protocollo obbligatorio IrLAP (Infrared Link Access Protocol) è il secondo livello delle specifiche IrDA e si posiziona tra i livelli IrPHY e IrLMP. Rappresenta il livello datalink del modello ISO/OSI.
Le sue specifiche più importanti sono: 
- autenticazione
- rilevamento di altri dispositivi di comunicazione IrDA
- stabilimento di una connessione bidirezionale
- negoziazione del ruolo dei dispositivi (primario o secondario). I dispositivi a infrarossi di una rete sono suddivisi tra un dispositivo primario, che controlla e abilita o meno gli altri dispositivi al trasferimento, e uno o più dispositivi secondari dipendenti da quello primario.

### IrLMP
Il protocollo IrLMP (Infrared Link Management Protocol) costituisce il terzo livello. È un protocollo obbligatorio ed è distinto in due parti. 
LM-MUX (Link Management Multiplexer), situato sopra il livello IrLAP, provvede alla creazione di canali logici multipli per la trasmissione del flusso di dati, e permette lo scambio tra dispositivo primario e dispositivi secondari. La seconda parte del protocollo, LM-IAS (Link Management Information Access Service) fornisce un registro di servizi integrabile e accessibile tramite query.

### Tiny TP
Tiny TP (Tiny Transport Protocol) è un protocollo opzionale che si posiziona sopra al livello IrLMP e provvede al:
- Trasferimento dei dati tramite SAR (Segmentation and Reassembly, segmentazione e riassemblaggio): i file trasmessi vengono suddivisi in pacchetti di ridotte dimensioni (per migliorare la velocità di trasmissione e ridurre la perdita di dati) che il ricevitore assembla tra loro ricostruendo il file originario.
- Controllo di flusso dei dati assegnando le priorità ad ogni canale logico.

### IrCOMM
IrCOMM (Infrared Communications Protocol) è un protocollo opzionale che permette ad un dispositivo infrarossi di agire come una porta seriale o parallela. È posizionato sopra al livello IrLMP.

### IrOBEX
IrOBEX (Infrared Object Exchange) è un protocollo opzionale che permette lo scambio di oggetti dati (p.e. vCard, vCalendar o altri formati) tra dispositivi. Si posiziona sopra al protocollo Tiny TP, che è quindi necessario abilitare per il funzionamento di IrOBEX.

### IrLAN
IrLAN (Infrared Local Area Network) è un protocollo opzionale che permette di connettere un dispositivo a raggi infrarossi con una rete locale in tre modi:
- Access Point
- Peer-to-peer
- Host

Si posiziona sopra il protocollo Tiny TP che è quindi necessario abilitare per il funzionamento di IrLAN.

### IrSimple
IrSimple migliora l'efficienza del protocollo di trasmissione aumentandone la velocità da 4 a 10 volte pur mantenendo la retrocompatibilità con i protocolli IrDA precedenti.

### IrSimpleShot
IrSimpleShot (IrSS) fornisce una connessione wireless tra videofonini e stampanti fotografiche, locali o integrate su chioschi.

### IrFM
IrFM (Infrared financial messaging) è un protocollo opzionale per effettuare transazioni finanziarie tramite un dispositivo a infrarossi. Il dispositivo a infrarossi (un palmare o un telefono cellulare) trasmette i dati per la verifica di una carta di credito o altri sistemi di pagamento analoghi ad un terminale POS senza che sia necessario l'utilizzo di badge o la digitazione di codici.